# Speyeria platina
Speyeria platina är en fjärilsart som beskrevs av Henry Skinner 1897. Speyeria platina ingår i släktet Speyeria och familjen praktfjärilar. Inga underarter finns listade i Catalogue of Life.